# 甲斐雅人
甲斐 雅人（かい まさひと、1982年4月12日 - ）は、宮崎県宮崎市出身の元プロ野球選手（内野手）。

## 経歴
高鍋高では2年秋に九州大会初戦で本塁打を放つが同期でプロ入りする石橋尚登のいた波佐見高に敗れる。3年夏の県大会は準々決勝で敗退した。2000年のドラフト4位で広島東洋カープに入団。入団前は強肩好打で守備範囲も広い大型遊撃手との評価を受け、また東出輝裕や新井貴浩と並ぶほどの素材と評された。
プロ1年目の2001年は二軍で66試合に出場し、打率.233、0本、17打点をマークし51安打を放った。守備面では三塁手として53試合に出場、遊撃手として21試合に出場した。
プロ2年目の2002年は二軍で71試合に出場し、打撃面では打率.252、3本、24打点をマークした。守備面では外野手として68試合に出場し三塁手として3試合出場した。
プロ3年目の2003年は二軍で81試合に出場し、打率.253、1本、23打点の成績を残す。守備面では遊撃手を中心に内野の全ポジションを守った（遊撃手としては39試合出場）。
プロ4年目の2004年10月9日に初の一軍出場を果たし、（対巨人戦・広島市民球場）に7番二塁で初先発出場。この年二軍では7月にフレッシュオールスターに選出され、シーズン終了時点で87試合に出場し、打率.285、3本、34打点の好成績を残す。
2005年5月31日（対ロッテ戦・千葉マリン）でプロ初安打を記録した。二軍では79試合に出場し、打率.335、2本、48打点の成績を残した。
2006年9月、試合中にヘッドスライディングをした際に右膝靭帯を部分断裂した。二軍では50試合に出場し、打率.353、4本、19打点の成績を残した。
翌2007年は一軍での出場は無く、二軍では、打率.237、2本、15打点と低迷してしまう。
2008年には怪我の影響で二軍でも出場数が減り、同年10月10日に球団より戦力外通告を受けた。この年の二軍での成績は21試合に出場し、打率は.094、0本、0打点であった。現役続行を希望し12球団合同トライアウトに参加したものの、獲得する球団は現れず現役を引退した。
引退後はその人柄と礼儀正しさを見込まれ、ヤクルトウエストロジスティクス株式会社に入社した。

## 詳細情報

### 年度別打撃成績
| 年 度     | 球 団     | 試 合 | 打 席 | 打 数 | 得 点 | 安 打 | 二 塁 打 | 三 塁 打 | 本 塁 打 | 塁 打 | 打 点 | 盗 塁 | 盗 塁 死 | 犠 打 | 犠 飛 | 四 球 | 敬 遠 | 死 球 | 三 振 | 併 殺 打 | 打 率 | 出 塁 率 | 長 打 率 | O P S |
| --------- | --------- | ----- | ----- | ----- | ----- | ----- | -------- | -------- | -------- | ----- | ----- | ----- | -------- | ----- | ----- | ----- | ----- | ----- | ----- | -------- | ----- | -------- | -------- | ----- |
| 2004      | 広島      | 1     | 2     | 2     | 0     | 0     | 0        | 0        | 0        | 0     | 0     | 0     | 0        | 0     | 0     | 0     | 0     | 0     | 0     | 0        | .000  | .000     | .000     | .000  |
| 2005      | 広島      | 4     | 8     | 8     | 1     | 2     | 0        | 0        | 0        | 2     | 0     | 0     | 0        | 0     | 0     | 0     | 0     | 0     | 2     | 0        | .250  | .250     | .250     | .500  |
| 2006      | 広島      | 8     | 16    | 16    | 0     | 1     | 0        | 0        | 0        | 1     | 0     | 0     | 0        | 0     | 0     | 0     | 0     | 0     | 6     | 0        | .063  | .063     | .063     | .126  |
| 通算：3年 | 通算：3年 | 13    | 26    | 26    | 1     | 3     | 0        | 0        | 0        | 3     | 0     | 0     | 0        | 0     | 0     | 0     | 0     | 0     | 8     | 0        | .115  | .115     | .115     | .230  |

### 記録
- 初出場・初先発出場：2004年10月9日、対読売ジャイアンツ28回戦（広島市民球場）、7番・二塁手として先発出場
- 初安打：2005年5月31日、対千葉ロッテマリーンズ4回戦（千葉マリンスタジアム）、8回表に山﨑健から中前安打

### 背番号
- 57 （2001年 - 2008年）